# Derivace

Graf funkce (černě) a její tečna (červeně). Sklon tečny odpovídá derivaci funkce ve vyznačeném bodě

Derivace je důležitý pojem matematické analýzy a základ diferenciálního počtu. Derivace funkce je změna (růst či pokles) její hodnoty v poměru ke změně jejího argumentu, pro velmi malé změny argumentu. Výpočet derivace se nazývá derivování. Opačným procesem k derivování je integrování.
Pojem derivace vznikl v 17. století v pracích Newtona a Leibnize při řešení geometrických a fyzikálních problémů. Pro funkci jedné proměnné je derivace funkce v libovolném bodě (pokud existuje) rovna směrnici tečny ke  grafu funkce v tomto bodě.  Pro funkci popisující dráhu tělesa jako funkci času derivace udává okamžitou rychlost. Podobně, derivace funkce udávající rychlost je zrychlení.
Název derivace je z pozdně-latinského derivare a lze jej přeložit jako odvozenina nebo odvození, srov. např. německý název pro derivaci „Ableitung“. Neříká to sice o vlastnostech derivace mnoho, ale aspoň tolik, že derivace funkce je danou funkcí plně určena, dá se z ní odvodit, je v ní „obsažena“.

## Intuitivní výklad

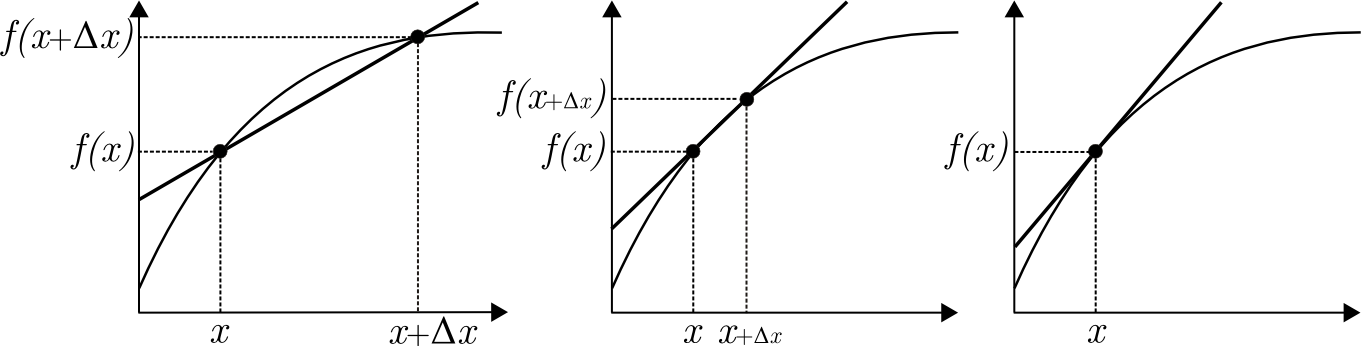

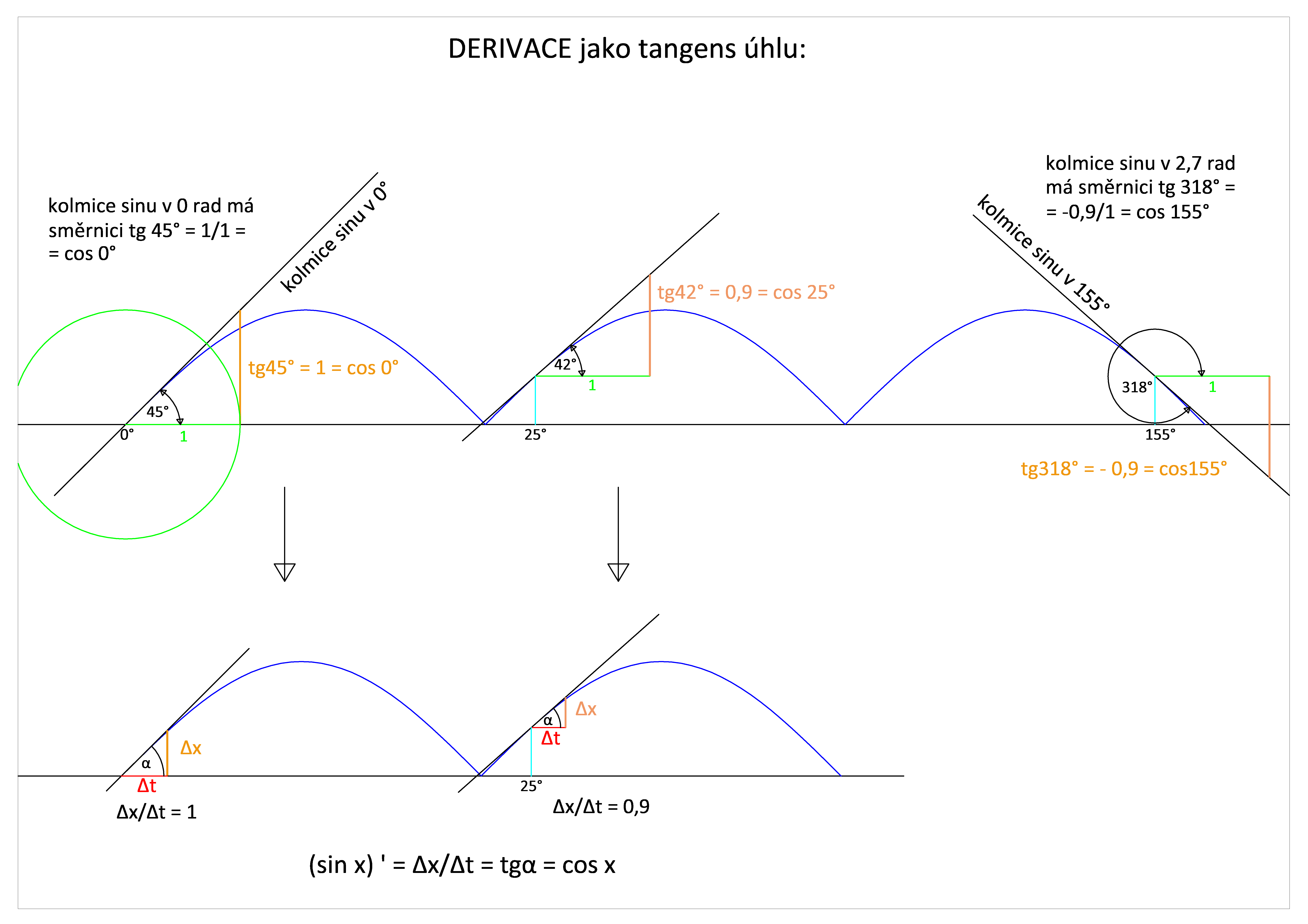
Derivace funkce sinus v bodě, jako směrnice tečny.

Na obrázku je graf funkce, která má v bodě x hodnotu f(x). V bodě x+Δx má hodnotu f(x+Δx) a spojnice obou bodů tvoří sečnu křivky. Její směrnici (sklon) lze vyjádřit jako poměr (f(x+Δx) - f(x)) / Δx . Budeme-li nyní oba body přibližovat, tj. zmenšovat diferenci Δx až k nule, přejde sečna nakonec v tečnu. Tečna svírá úhel s osou x a tangens tohoto úhlu nazýváme směrnicí tečny. Derivaci funkce v bodě lze s dostatečnou přesností aproximovat právě jako tuto směrnici tečny. Je-li v bodě x křivka rostoucí, bude její derivace >0 a je-li klesající, bude derivace <0. Pokud křivka v bodě x dosahuje maxima nebo minima a tečna je tedy rovnoběžná s osou x, bude derivace rovna nule.
Na dalším obrázku je znázorněná grafická derivace funkce sinus pomocí tečny.

## Definice derivace

Animace zhruba ukazující, jak hodnota derivace odpovídá „přírůstku“ nebo „úbytku“ funkční hodnoty v jednotlivých bodech.

#### Historické definice derivace
Historické definice vyjadřovaly derivaci jako poměr, v jakém růst či pokles závislé proměnné y odpovídá změně nezávisle proměnné x. Nejjednodušší představa o derivaci je, že „derivace je mírou změny funkce v daném bodě, resp. bodech“. Pro změnu hodnoty se používá symbol Δ, takže tento poměr lze symbolicky zapsat jako
{\displaystyle {\frac {\Delta y}{\Delta x}}}.
Derivace je hodnota podílu pro Δx jdoucí k 0. Nahradíme-li konečně malý rozdíl Δx nekonečně malou změnou dx, získáme intuitivní definici derivace
{\displaystyle {\frac {\mathrm {d} y}{\mathrm {d} x}}},
což naznačuje poměr dvou infinitezimálních hodnot. Derivace vskutku je podílem dvou diferenciálních forem – diferenciálu závislé a diferenciálu nezávislé proměnné. Tento (Leibnizův) zápis se čte dy podle dx a chápe buď jako jediný symbol, označující prostě jen derivování funkce y podle proměnné x, anebo opravdu i jako zlomek. V tom případě lze diferenciály chápat buď elementárněji jako diferenciální formy anebo jako nekonečně malé veličiny (v rámci tzv. nestandardní analýzy, kterou pěstoval mj. i český matematik Petr Vopěnka).

#### Moderní definice derivace
Během vývoje matematiky se intuitivní představa nekonečně malých (infinitezimálních) hodnot ukázala jako nedostatečně přesná a byla nahrazena „ε-δ“ formalismem limit. Nejběžnější moderní definice derivace je
{\displaystyle f'(a)=\lim _{h\to 0}{\frac {f(a+h)-f(a)}{h}}=\lim _{x\to a}{\frac {f(x)-f(a)}{x-a}}.}

### Zápis derivace
Derivace se značí několika způsoby (v závorce je čtení zápisu):
- {\displaystyle f'} [:f s čárkou:],
- {\displaystyle {\frac {\mathrm {d} }{\mathrm {d} x}}f(x)} [:d podle d x z f x:],
- {\displaystyle {\frac {\mathrm {d} f}{\mathrm {d} x}}} [:d f podle d x:],
- {\displaystyle D_{x}f\quad } [:d podle x f:],
- {\displaystyle f_{x}} [:f x:],
- Newtonova notace používá tečku nad proměnnou: {\displaystyle {\dot {x}}={\frac {\mathrm {d} x}{\mathrm {d} t}}=x'(t)}, používá se obvykle pouze ve fyzice pro derivování podle proměnné vyjadřující čas (t).

### Diferencovatelnost
Ne vždy však limita, která derivaci definuje, existuje a je konečná, tzn. ne každá funkce má v každém bodě derivaci. Pokud je limita nevlastní, pak derivace neexistuje, resp. můžeme říci, že je v daném bodě derivace nevlastní. 
Říkáme, že funkce f je v bodě x diferencovatelná, pokud v tomto bodě existuje vlastní derivace. 
Funkce je diferencovatelná na intervalu I, pokud je diferencovatelná v každém bodě tohoto intervalu. 
Funkce nemá derivaci v místě, kde není spojitá, ale spojitost funkce existenci derivace nezaručuje – funkce může mít v daném bodě svislou tečnu (což by odpovídalo nevlastní, nekonečné derivaci), popř. v daném bodě nemusí mít tečnu vůbec (v místě, kde má graf funkce „hrot“, např. funkce absolutní hodnota v x=0). Existují dokonce funkce, které jsou spojité v každém bodě, ale nemají v žádném bodě derivaci (např. tzv. Weierstrassova funkce).

### Antiderivace
Z derivace lze naopak získat původní funkci integrováním, pokud známe funkční hodnotu původní funkce aspoň v jednom bodě (tzv. počáteční podmínku).

## Zobecnění

### Parciální derivace
Zobecněním pojmu derivace pro funkce více proměnných je tzv. parciální derivace, kdy se u funkce více proměnných považuje za proměnnou jenom ta, podle které se derivuje, ostatní jsou v tomto výpočtu považovány za konstanty. Parciální derivace se značí obdobně jako obyčejné derivace, pouze místo symbolů d se používají symboly ∂, např.: {\displaystyle {\frac {\partial f}{\partial y}}} značí parciální derivaci funkce {\displaystyle f} podle proměnné {\displaystyle y}.

### Derivace v normovaných prostorech
Nechť {\displaystyle X_{1},...,X_{n},Y} jsou normované prostory, Říkáme, že zobrazení {\displaystyle f:X_{1}\times ...\times X_{n}\rightarrow Y}je Fréchetovsky (Gatteauxovsky) derivovatelné v bodě {\displaystyle x=(x_{1},...,x_{n})} v {\displaystyle i}-té souřadnici pokud zobrazení {\displaystyle f(x_{1},...,x_{i-1},.,x_{i+1},...,x_{n}):X_{i}\rightarrow Y,{\tilde {x}}_{i}\rightarrow f(x_{1},...,x_{i-1},{\tilde {x}}_{i},x_{i+1},...,x_{n})}(tedy, zobrazení se všemi souřadnicemi FIXOVANÝMI) je F-(G-) diferencovatelné v bodě {\displaystyle x_{i}}.

### Derivace ve směru
Pro funkci více proměnných je derivace ve směru vektoru v definována vztahem
{\displaystyle \nabla _{\mathbf {v} }{f}(\mathbf {x} )=\lim _{h\rightarrow 0}{\frac {f(\mathbf {x} +h\mathbf {v} )-f(\mathbf {x} )}{h}}.}
Pokud je funkce f v bodě x diferencovatelná, potom platí
{\displaystyle \nabla _{\mathbf {v} }{f}(\mathbf {x} )=\nabla f(\mathbf {x} )\cdot \mathbf {v} ,}
kde {\displaystyle \nabla f(\mathbf {x} )} je gradient funkce f v bodě x a {\displaystyle \cdot } značí skalární součin.
Hodnota derivace ve směru vektoru v záleží na velikosti vektoru |v|, proto se často vyžaduje, aby |v| = 1. Někdy se také používá definice, která na velikosti vektoru v nezávisí:
{\displaystyle \nabla _{\mathbf {v} }{f}(\mathbf {x} )=\lim _{h\rightarrow 0}{\frac {f(\mathbf {x} +h\mathbf {v} )-f(\mathbf {x} )}{h|\mathbf {v} |}}.}

### Totální (úplná) derivace
Totální derivace je derivace funkce více proměnných, která na rozdíl od parciální derivace zohledňuje závislosti mezi jednotlivými proměnnými.

### Komplexní derivace
O komplexní funkci {\displaystyle f(z)} řekneme, že má v {\displaystyle z_{0}} derivaci, pokud existuje limita
{\displaystyle \lim _{z\rightarrow z_{0}}{\frac {f(z)-f(z_{0})}{z-z_{0}}}={\frac {\mathrm {d} f}{\mathrm {d} z}}=f^{\prime }(z_{0})}
Derivace existuje pouze tehdy, pokud předchozí limita nezávisí na směru, kterým se v komplexní rovině přibližujeme ke komplexnímu bodu {\displaystyle z_{0}}. Tato podmínka je vyjádřena Cauchyho-Riemannovými podmínkami.
Pokud má {\displaystyle f(z)} v bodě {\displaystyle z_{0}} derivaci, pak je v {\displaystyle z_{0}} spojitá.
Komplexní funkci, která má v bodě {\displaystyle z_{0}} derivaci, označujeme jako monogenní v bodě {\displaystyle z_{0}}.
Pokud má {\displaystyle f(z)} derivaci v každém bodě oblasti {\displaystyle \mathbf {G} }, pak říkáme, že je v {\displaystyle \mathbf {G} } holomorfní.
Je-li holomorfní funkce {\displaystyle f(z)} víceznačná, označujeme ji jako analytickou.

### Derivace vektorů a tenzorů
Derivací vektoru {\displaystyle \mathbf {v} } podle proměnné t rozumíme vektor, jehož složky získáme derivací složek vektoru {\displaystyle \mathbf {v} }, tzn.
{\displaystyle {\frac {\mathrm {d} \mathbf {v} }{\mathrm {d} t}}=\left({\frac {\mathrm {d} v_{1}}{\mathrm {d} t}},{\frac {\mathrm {d} v_{2}}{\mathrm {d} t}},\cdots ,{\frac {\mathrm {d} v_{n}}{\mathrm {d} t}}\right)}
Obdobně postupujeme při derivaci tenzorů.

## Derivace vyššího řádu
Derivaci funkce {\displaystyle f(x)}, tzn. {\displaystyle f^{\prime }(x)}, také označujeme jako první derivaci (derivaci prvního řádu). Funkci {\displaystyle f^{\prime }(x)} lze opět derivovat, čímž získáme druhou derivaci (derivaci druhého řádu) funkce {\displaystyle f(x)}
{\displaystyle f^{\prime \prime }(x)={[f^{\prime }(x)]}^{\prime }=\lim _{h\to 0}{\frac {f^{\prime }(x+h)-f^{\prime }(x)}{h}}}
Dalším derivováním můžeme získat vyšší derivace funkce {\displaystyle f(x)}, které značíme {\displaystyle f^{\prime \prime \prime }(x),f^{(4)}(x),f^{(5)}(x)}, atd. Používá se také jiné značení, při němž n-tou derivaci značíme jako {\displaystyle f^{(n)}(x),{\frac {\mathrm {d} ^{n}f(x)}{\mathrm {d} x^{n}}}}, popř. pro označení derivace v bodě a lze použít {\displaystyle {\left[{\frac {\mathrm {d} ^{n}f}{\mathrm {d} x^{n}}}\right]}_{x=a}}.
Někdy je výhodné použít také tzv. nultou derivaci funkce {\displaystyle f(x)}, za niž považujeme samotnou funkci {\displaystyle f(x)}, tzn. {\displaystyle f^{(0)}(x)=f(x)}.
Při použití Leibnizovy notace se derivace vyšších řádů čtou jako exponenty, např. třetí derivaci {\displaystyle {\frac {\mathrm {d} ^{3}y}{\mathrm {d} x^{3}}}} čteme "d třetí y podle d x na třetí".

## Derivace neceločíselného řádu, zlomkové derivace
Definici lze rozšířit i na záporné a „necelé“ řády. Jako přirozené se jeví ztotožnit minus první derivaci s integrálem
{\displaystyle f^{(-1)}(x)=\int _{0}^{x}f(t)\,\mathrm {d} t}
a derivaci minus n-tého řádu s výrazem
{\displaystyle f^{(-n)}(x)={\frac {1}{(n-1)!}}\int _{0}^{x}(x-t)^{n-1}f(t)\,\mathrm {d} t},
neboť prvním resp. n-tým derivováním dostaneme základní funkci.
Pro nepřirozené s>0 pak jen faktoriál nahradíme gama funkcí:
{\displaystyle f^{(-s)}(x)={\frac {1}{\Gamma (s)}}\int _{0}^{x}(x-t)^{s-1}f(t)\,\mathrm {d} t}.
Derivace reálného r-tého řádu (r>0) je pak definována jako
{\displaystyle f^{(r)}(x)={\frac {\mathrm {d} ^{n}}{\mathrm {d} x^{n}}}f^{(r-n)}(x)},
kde n je nejnižší přirozené číslo větší než r; vše za předpokladu, že existuje „vnitřní“ derivace záporného (r-n)-tého řádu.
Pozn.: Nejnižší n se bere proto, že zatímco pro záporné řády je zajištěna komutativnost a aditivnost (tj. dvě postupně provedené derivace záporného řádu, jestliže existují, jsou ekvivalentní jedné derivaci s řádem daným součtem obou řádů bez ohledu na pořadí), pro kladné řády to obecně neplatí.

## Výpočty derivací
Principiálně základní technikou je výpočet přímo z definice, tzn. dosazením příslušné funkce do definující limity a výpočtem této limity. Tento způsob je však obvykle (až na velice jednoduché funkce) dosti komplikovaný a v praxi se nepoužívá. Místo toho se derivace funkcí počítají ze známých derivací několika základních funkcí a jednoduchých algebraických pravidel pro jejich skládání a další úpravy.

### Algebraická pravidla
Ze známých derivací elementárních funkcí se derivace složitějších funkcí sestavují tak, že se složitější funkce rozloží na jednodušší pomocí jednoduchých algebraických pravidel, která pro výpočet derivací platí:
- Linearita derivace: {\displaystyle \left(af+bg\right)'=af'+bg'} pro libovolné funkce f, g a konstanty a, b.
  - Speciálně platí {\displaystyle \left(af\right)'=af'} a také {\displaystyle \left(f+g\right)'=f'+g'}.
- Derivace součinu: {\displaystyle \left(fg\right)'=f'g+fg'} pro všechny funkce f, g.
- Derivace podílu: {\displaystyle \left({\frac {f}{g}}\right)'={\frac {f'g-fg'}{g^{2}}}} pro všechny funkce f, g, kde g ≠ 0.
- Derivace složené funkce: Pokud {\displaystyle f\left(x\right)=h\left(g\left(x\right)\right)}, pak {\displaystyle f'(x)=h'(g(x))\cdot g'(x)}.
- Derivace inverzní funkce: Pokud jsou f(x) i f−1(x) obě diferencovatelné, pak tehdy, kdy Δx ≠ 0 pokud Δy ≠ 0, platí {\displaystyle {\frac {\mathrm {d} y}{\mathrm {d} x}}=\left({\frac {\mathrm {d} x}{\mathrm {d} y}}\right)^{-1}}. Obecnější pohled podává věta o inverzní funkci.
- Derivace jedné proměnné vůči druhé, pokud obě jsou funkcí třetí proměnné: Pokud x = f(t) a y = g(t), pak {\displaystyle {\frac {\mathrm {d} y}{\mathrm {d} x}}={\frac {\frac {\mathrm {d} y}{\mathrm {d} t}}{\frac {\mathrm {d} x}{\mathrm {d} t}}}={\frac {\mathrm {d} y}{\mathrm {d} t}}{\frac {\mathrm {d} t}{\mathrm {d} x}}}.
- Derivace implicitní funkce: Pokud f(x, y) je implicitní funkce, pak {\displaystyle {\frac {\mathrm {d} y}{\mathrm {d} x}}=-{\frac {\frac {\partial f}{\partial x}}{\frac {\partial f}{\partial y}}}}.
- Derivace parametricky zadané funkce: Je-li funkce vyjádřena parametrickými rovnicemi {\displaystyle x=\varphi (t),y=\psi (t)}, pak pro její derivace platí {\displaystyle y^{\prime }={\frac {\mathrm {d} y}{\mathrm {d} x}}={\frac {\psi ^{\prime }(t)}{\varphi ^{\prime }(t)}}={\frac {\mathrm {d} \psi }{\mathrm {d} t}}{\frac {1}{\frac {\mathrm {d} \varphi }{\mathrm {d} t}}}}

Z některých předchozích pravidel je vidět, že Leibnizova notace umožňuje některé manipulace, které připomínají např. krácení zlomku. Je ale třeba podotknout, že se jedná jen o symbolické manipulace, s krácením zlomku nemající nic společného. V žádném případě pak není možné „krátit d“ stylem dx/dy = x/y.

### Často používané derivace funkcí
- {\displaystyle {(\sin x)}^{(n)}=\sin {\left(x+{\frac {n\pi }{2}}\right)}}
- {\displaystyle {(\cos x)}^{(n)}=\cos {\left(x+{\frac {n\pi }{2}}\right)}}
- {\displaystyle {(x^{m})}^{(n)}=m(m-1)\cdots (m-n+1)x^{m-n}\;} pro {\displaystyle x>0}, n přirozené číslo a m libovolné
- {\displaystyle {(a^{x})}^{(n)}=a^{x}{(\ln a)}^{n}\;} pro {\displaystyle a>0}
- {\displaystyle {(\mathrm {e} ^{x})}^{(n)}=\mathrm {e} ^{x}}
- {\displaystyle {(\ln x)}^{(n)}={(-1)}^{n-1}{\frac {(n-1)!}{x^{n}}}\;} pro {\displaystyle x>0}
- {\displaystyle {(\ln {g(x)})}^{\prime }={\frac {g^{\prime }(x)}{g(x)}}\;} pro {\displaystyle g(x)>0}
- {\displaystyle {\left[\ln {|x+{\sqrt {x^{2}+a}}|}\right]}^{\prime }={\frac {1}{\sqrt {x^{2}+a}}}} pro {\displaystyle a\neq 0,x^{2}+a>0}
- {\displaystyle {\left(\arcsin {\frac {x}{a}}\right)}^{\prime }=\left\{{\begin{matrix}{\frac {1}{\sqrt {a^{2}-x^{2}}}},&{\mbox{ pro }}a>0,|x|<a\\-{\frac {1}{\sqrt {a^{2}-x^{2}}}},&{\mbox{ pro }}a<0,|x|>a\end{matrix}}\right.}
- {\displaystyle {\left[{f(x)}^{g(x)}\right]}^{\prime }={f(x)}^{g(x)}\left[g^{\prime }(x)\ln {f(x)}+{\frac {g(x)f^{\prime }(x)}{f(x)}}\right]}
- Derivaci součinu n funkcí {\displaystyle f_{i}} lze zapsat jako {\displaystyle {(f_{1}f_{2}\cdots f_{n})}^{\prime }=f_{1}f_{2}\cdots f_{n}\left({\frac {f_{1}^{\prime }}{f_{1}}}+{\frac {f_{2}^{\prime }}{f_{2}}}+\cdots +{\frac {f_{n}^{\prime }}{f_{n}}}\right)}
- Pro vyjádření n-té derivace součinu dvou funkci {\displaystyle f(x),g(x)} lze použít tzv. Leibnizův vzorec

{\displaystyle {(f\cdot g)}^{(n)}=f^{(n)}g^{(0)}+{n \choose 1}f^{(n-1)}g^{(1)}+{n \choose 2}f^{(n-2)}g^{(2)}+\cdots +f^{(0)}g^{(n)}=\sum _{k=0}^{n}{n \choose k}f^{(n-k)}g^{(k)}},
kde {\displaystyle n \choose k} jsou binomické koeficienty a {\displaystyle f^{(0)}=f,f^{(1)}=f^{\prime },f^{(2)}=f^{\prime \prime }}, atd.

### Konkrétní příklady
- f(x) = 3; f ′(x) = 0,
- f(x) = x; f ′(x) = 1,
- f(x) = 2x; f ′(x) = 2 · 1 = 2.
- f(x) = 5x³; f ′(x) = 15x²; f″(x) = 30x
- f(x) = ex; f ′(x) = ex.
- f(x) = ln x; f ′(x) = x−1.
- f(x) = x³ + 2x² − 5x + 7; f ′(x) = 3x² + 4x − 5.
- f(x) = sin x · cos x; f ′(x) = cos² x − sin² x (= cos 2x).
- {\displaystyle f(x)={\frac {1}{\arcsin {x}}}\,}; {\displaystyle f'(x)={\frac {-1}{(\arcsin {x})^{2}}}\cdot {\frac {1}{\sqrt {1-x^{2}}}}}.
- {\displaystyle f(x)=x^{x}=e^{x\ln {x}}\,}; {\displaystyle f'(x)=e^{x\ln {x}}\cdot \left(1\cdot \ln {x}+x{\frac {1}{x}}\right)=x^{x}\cdot \left(\ln {x}+1\right)}.

## Aplikace
Pojem derivace se objevuje v obrovském množství situací, jak v matematice samé, tak i v jejích aplikacích, např. ve fyzice.

### Lokální extrémy
Pokud má daná diferencovatelná funkce nějaký lokální extrém (lokální maximum či minimum), je zřejmé, že její tečna v tomto bodě musí být vodorovná, tzn. derivace této funkce musí být v tomto bodě nulová. (Pokud funkce v nějakých bodech tečnu, resp. derivaci nemá, derivace o takových bodech samozřejmě nic prozradit nedokáže.) Pokud v tomto bodě lze spočítat i druhou derivaci, prozradí její znaménko, o jaký extrém se jedná:
- V bodech, kde je první derivace nula a druhá derivace je kladná, se nachází lokální minimum.
- V bodech, kde je první derivace nula a druhá derivace je záporná, se nachází lokální maximum.
- V bodech, kde je první derivace nulová, se nachází tzv. stacionární bod, který může a nemusí být extrémem.
- (V bodech, kde funkce nemá první či druhou derivaci, je nutno použít jiná kritéria.)

Alternativou k rozlišení pomocí druhé derivace je znaménko první derivace: v bodě, kde má funkce lokální extrém, mění první derivace znaménko: pokud je nějaký bod lokálním minimem, pak v jeho levém okolí je první derivace záporná a v pravém okolí kladná, naopak v levém okolí lokálního maxima je první derivace kladná a v pravém záporná.
Tato kritéria se často používají v optimalizačních úlohách. Pokud je např. požadováno najít obdélník, který při zadaném obvodu má maximální plochu, je třeba najít maximum funkce f(x) = x ⋅ (o/2 − x). Její derivací je funkce f′(x) = o/2 − 2x, která je nulová pro x = o/4. Druhá derivace funkce f je f″(x) = −2, tzn. je všude záporná. V bodě x = o/4 má tedy funkce f maximum. Znamená to tedy, že ze všech obdélníků o zadaném obvodu má největší obsah ten, který má všechny čtyři strany stejně dlouhé, tzn. čtverec.

### Analýza chování funkce
Předchozí odstavec popisuje způsob, jak pro danou funkci nalézt její lokální extrémy. To může kromě optimalizačních úloh sloužit také k získání přehledu o chování funkce, např. při ručním náčrtu jejího grafu. Kromě analýzy extrémů lze využít derivací k následujícím pozorováním:
- V bodech, kde je první derivace kladná, je funkce rostoucí.
- V bodech, kde je první derivace záporná, je funkce klesající.
- V bodech, kde je druhá derivace kladná, je funkce konvexní.
- V bodech, kde je druhá derivace záporná, je funkce konkávní.
- V bodech, kde je druhá derivace nulová, se mohou vyskytovat inflexní body.

Z toho lze tedy odvodit například následující poznatky:
- Na intervalech, kde je derivace nulová, je funkce konstantní.
- Na intervalech, kde je derivace numericky blízká k nule, se funkce mění pomalu.
- Na intervalech, kde je derivace kladná a numericky velká, funkce rychle roste.
- Na intervalech, kde je derivace kladná a roste (druhá derivace původní funkce je kladná), původní funkce také roste a její růst se stále zrychluje (rostoucí konvexní funkce).
- Na intervalech, kde je derivace kladná, ale klesá (druhá derivace původní funkce je záporná), původní funkce roste, ale její růst se zpomaluje (rostoucí konkávní funkce).

### Lineární aproximace
Derivace slouží k nalezení lineární aproximace funkce. Vyšší derivace slouží k nalezení polynomiální aproximace.

### Fyzika
Jednoznačně nejdůležitější oblastí použití derivace ve fyzice jsou derivace podle časové proměnné, vyjadřující rychlost změny nějaké proměnné v čase. Nejběžnější pak jsou časové derivace polohy, které se vyskytují v klasické kinematice:
- Rychlost (okamžitá rychlost, koncept průměrné rychlosti se obejde bez diferenciálního počtu) je derivace souřadnice polohy tělesa podle času.
- Zrychlení je derivace rychlosti podle času, tzn. druhá derivace polohy podle času.
- Ryv je derivace zrychlení podle času, tzn. třetí derivace polohy podle času.

Kromě těchto základních pojmů se derivace objevují v mnoha teoriích fyzikálních polí, Maxwellových rovnicích atd.
Derivace podle prostorové proměnné vyjadřuje rychlost, s jakou se mění proměnná v prostoru. Jedná se o jednorozměrný gradient. Například při vedení tepla v tyči je derivace teploty podle polohy mírou nerovnoměrného rozložení teploty podél tyče a udává (pomocí Fourierova zákona) tok tepla, který je tímto nerovnoměrným rozložením teploty vyvolán. Derivace teploty podle polohy je v jednotkách teploty na jednotku délky, například ve stupních Celsia na centimetr.

#### Derivace a středoškolská fyzika
Ve středoškolské fyzice jsou pro jednoduchost často studovány funkce, které jsou dány přímou úměrností. Například dráha rovnoměrného pohybu nebo rychlost rovnoměrně zrychleného pohybu. V takovém případě dává derivace stejný výsledek jako podíl a díky tomu můžeme určovat rychlost jako podíl dráhy a času nebo zrychlení jako podíl změny rychlosti a času. Pro obecné děje s nekonstantními rychlostmi a nekonstantním zrychlením však podíl dává jenom průměrnou rychlost nebo průměrné zrychlení a okamžitou rychlost nebo okamžité zrychlení určujeme pomocí derivace. Tachometr v automobilu je vlastně mechanická kalkulačka ukazující derivaci polohy podle času.

### Diferenciální rovnice
Mnoho vědeckých problémů lze formulovat v podobě rovnic, ve kterých se vedle sebe vyskytuje nějaká funkce i její derivace. Takové rovnici se říká diferenciální rovnice. Diferenciální rovnice se objevují snad ve všech vědeckých oborech, kromě matematiky a fyziky také např. v chemii, sociologii, ekologii atd. Podle toho, zda se v rovnici objevují pouze „obyčejné“ derivace, nebo i parciální derivace, se rozlišují
- obyčejná diferenciální rovnice (ODR) a
- parciální diferenciální rovnice (PDR).